# Salut les petits loups
 (juillet 2015).
Si vous disposez d'ouvrages ou d'articles de référence ou si vous connaissez des sites web de qualité traitant du thème abordé ici, merci de compléter l'article en donnant les références utiles à sa vérifiabilité et en les liant à la section « Notes et références ».
Ne doit pas être confondu avec Bonjour les petits loups.
Salut les petits loups est un bloc de programmation pour enfants diffusé du 9 septembre 1985 à juin 1987 sur TF1.
L'émission est présentée par Isabelle Duhamel en quotidienne de septembre à décembre 1985. À partir de janvier 1986, elle cède sa place à La Vie des Botes, et devient hebdomadaire en remplacement de la matinale de Vitamine du mercredi. Dès septembre 1986, à la suite du départ d'Isabelle Duhamel pour TV6, l'émission est présentée par Marie-Pierre, Orly et Teddy Boy.

## Dessins animés
- Amstram Gram (1985)
- Arok le barbare (Avril 1986-?)
- L'Arrêt du Bus (1985)
- Les Bisounours (Octobre 1985-?)
- Blondine au pays de l'arc-en-ciel (Septembre 1985-?)
- Le Village dans les nuages version réduite de 10 minutes (sept.85 au 3 janvier.86)
- Les Boules et Les Cubes (1985)
- Coloquinte et Potiron (1985)
- Les Compagnons du Dragon (1985)
- Les Contes du Singe Bleu (1985)
- Draky Le Vampire (1985)
- Les Engrenages (1985)
- La Forge (1985)
- Les Gouttes d'Eau (1985)
- Le Hérisson (1985)
- Jayce et les Conquérants de la lumière (Septembre 1985-?)
- M le Martien (1985)
- Marie-Charlotte (1985)
- La Minute des Petites Sorcières (1985)
- La Minute du Poulailler (1985)
- Le Petit Jour (1985)
- Les Quatre Filles du docteur March (1987)
- Simon Le Petit Démon (1985)
- Souristory (1986)
- La Revanche des Gobots (Machine Robo: Revenge of Cronos (en)) (Avril 1987-?)
- Les Souvenirs d'Oscar et Emilien (1985)
- Sport Billy (1986)
- Tout doux Dinky (1986)
- Les Trois Mousquetaires (1987)
- Le Vent dans les saules (1987)